# 284e régiment d'infanterie territoriale
Pour les articles homonymes, voir 284e régiment.
Le 284e régiment d'infanterie territoriale est un régiment d'infanterie de l'armée de terre française qui a participé à la Première Guerre mondiale.

## Création et différentes dénominations
- 2 novembre 1915 : création du 347e régiment d'infanterie territoriale
- 1er janvier 1916 : devient le 284e régiment d'infanterie territoriale
- 24 septembre 1917 : dissolution

## Historique des garnisons, combats et batailles du347epuis284eRIT

### Première Guerre mondiale

#### Affectations
Il est affecté à la région fortifiée de Belfort puis au 34e corps d'armée jusqu'à sa dissolution en septembre 1917.

#### 1915
Il est formé en novembre 1915 sous le nom de 347e régiment d'infanterie territoriale, à partir de trois bataillons, un du 17e, un du 84e et un du 86e territoriaux. Il renfermait beaucoup d'éléments vendéens. 
Il est employé tout d'abord à des travaux dans le camp retranché de Belfort, compte à la réserve d'infanterie de ce corps d'armée et est dispersé dans les forts de Belfort.

#### 1916
En mai 1916, la région fortifiée de Belfort forme le 34e corps d'armée, auquel le 284e RIT est alors rattaché.
À partir du 2 septembre 1916, les 11e et 12e compagnies font des travaux dans les secteurs de Fulleren et Seppois-le-Bas.

#### 1917
Le régiment est dissous le 24 septembre 1917 et ses éléments sont répartis dans plusieurs régiments territoriaux. Quoique le régiment n'ait pas été mêlé aux opérations actives, parce qu'il était formé des classes les plus anciennes, sa part de gloire n'est pas moindre, car il a toujours fait preuve, dans les missions les plus pénibles, des plus sérieuses qualités d'endurance et du plus bel esprit militaire.

## Drapeau
Il ne porte aucune inscription.